# Johann Spurzheim

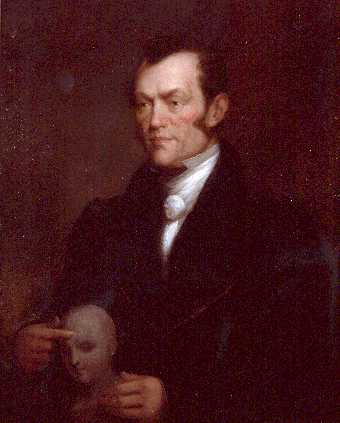
Johann Spurzheim

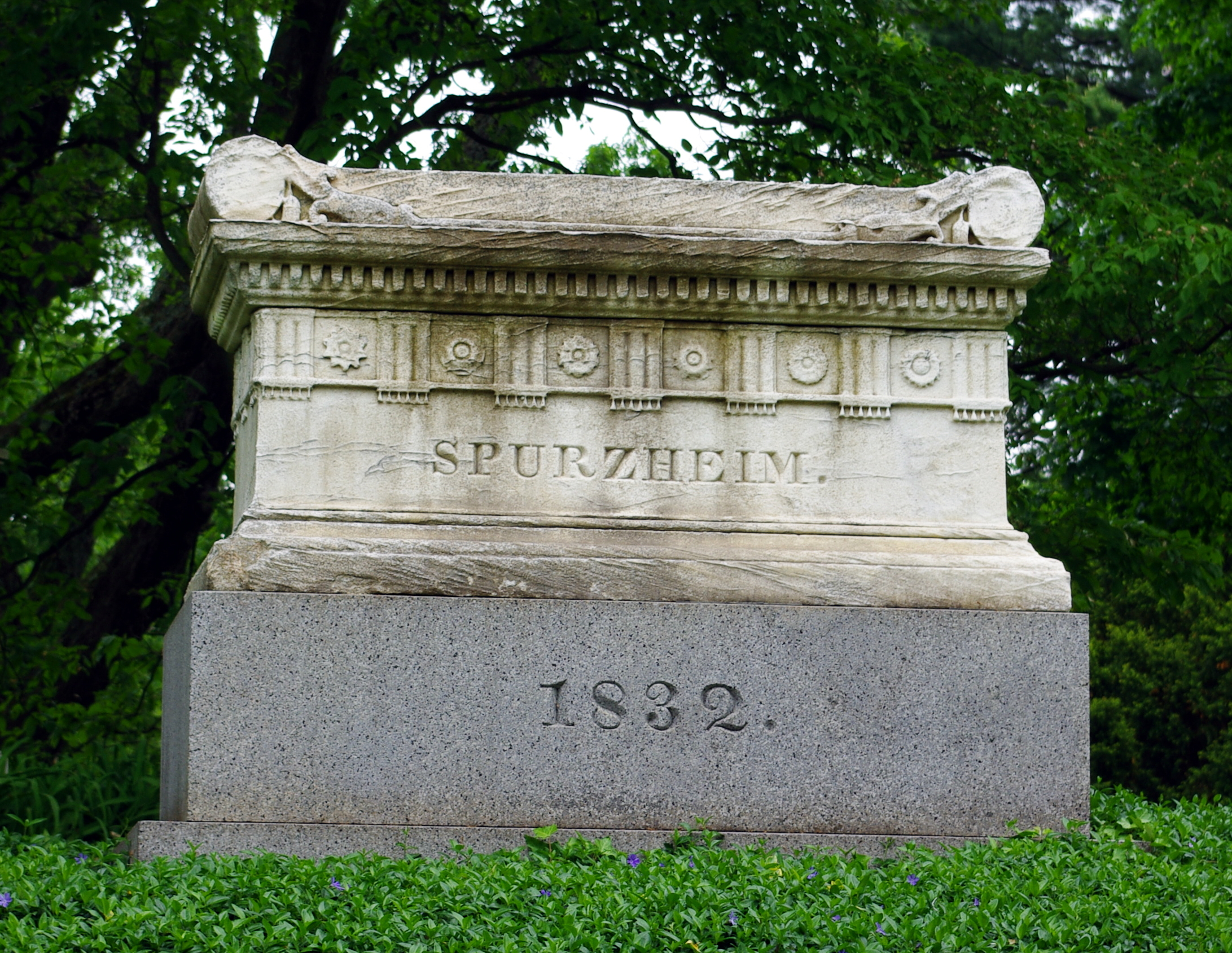
Grab auf dem Mount Auburn Friedhof in Cambridge (Massachusetts)

Johann Gaspar Spurzheim (* 31. Dezember 1776 in Longuich bei Trier; † 10. November 1832 in Boston, Massachusetts) war ein deutscher Arzt und Phrenologe.

## Leben und Wirken
Spurzheim war ein Sohn von Johann Sportzheim (1741–1787), einem Landpächter der Reichsabtei St. Maximin, und dessen Frau Anna Maria Bosenkeil († 1802). Er begann an der Universität von Trier Theologie, Philosophie und Hebräisch zu studieren, weil sein Vater ihn in einem geistlichen Amt sehen wollte. Doch als die französische Armee 1799 in seiner Heimat ankam, floh er nach Wien, um dort Medizin zu studieren.
Im Jahr 1800 traf er erstmals auf Franz Joseph Gall, den Begründer der Phrenologie, dessen Privatvorlesungen zur Schädel- und Organenlehre er besuchte und mit dem er die nächsten 13 Jahre zusammenarbeitete. Um sein Studium, welches er bis 1804 betrieb, aber erst 1813 abschloss, zu finanzieren, lehrte er als Hauslehrer bei reichen Familien, bis er 1805 zum Sekretär und Assistent von Gall wurde. Er begleitete diesen von 1805 bis 1807 nach Deutschland, Schweiz, Niederlande und Frankreich. Da die von Gall betriebene topologisch ausgerichtete Lehre, laut Kaiser Franz II gegen die Grundsätze der Moral und Religion zu schreiten schien, wurden Spurzheim und Gall dazu gedrängt, 1808 nach Paris überzusiedeln, um dort ihre Arbeit fortzusetzen.
1810 veröffentlichte Gall seinen ersten Band über die Phrenologie, in welchem Spurzheim, der Gall mit Kommentaren und Notizen unterstützte, auch angeführt ist. Während des zweiten Bandes 1813 brachen sie aus ungeklärten Gründen die Zusammenarbeit ab und Spurzheim reiste danach erst nach Wien, um seinen Abschluss in Medizin abzulegen, und im März 1814 nach London.
1815 veröffentlichte er sein erstes eigenes Buch The physiognomical system of Drs. Gall and Spurzheim, für das er in der Zeitschrift Edinburgh Review anonym von John Gordon (1786–1818) als Quacksalber abgetan wurde.
Am 25. Juni 1817 erhielt Spurzheim das Lizenziat des Royal College of Physicians of Edinburgh. 1818 heiratete er eine französische Witwe, die im Winter 1829 verstarb.
1825 kehrte er nach London zurück, verfasste bis zum Tod seiner Frau einige Werke und beteiligte sich an der Diskussion über die Phrenologie. Danach reiste er nach Paris, Belfast und Dublin. 1832 reiste er in die Vereinigten Staaten, wo er eine erfolgreiche Vortragsreise führte.
Spurzheim verstarb an den Folgen seiner Typhuserkrankung. Sein Neffe war Carl Spurzheim.

## Schriften (Auswahl)
Zusammen mit Franz Joseph Gall
- Recherches sur le système nerveux en général et sur celui du cerveau en particulier, mémoire présenté à l’Institut de France, le 14 mars 1808, suivi d’Observations sur le rapport qui a été fait à cette Compagnie par ses commissaires. F. Schoell, Paris 1809 (Digitalisat).
  - Untersuchungen über die Anatomie des Nervensystems uberhaupt, und des Gehirns insbesondere. Paris / Strasburg 1809 (Digitalisat).
- Des dispositions innées de l’âme et de l’esprit , du matérialisme, du fatalisme et de la liberté morale, avec des réflexions sur l’éducation et sur la législation criminelle. F. Schoell, Paris 1811 (Digitalisat).
- Anatomie et physiologie du système nerveux en général et du cerveau en particulier […]. 2 Bände und 1 Atlas, F. Schoell, Paris 1810–1812 (Band 1, Band 2, Atlas) – Band 3 und 4 von Gall allein.
  - Anatomie und Physiologie des Nervensystems im Allgemeinen und des Gehirns insbesondere […]. 2 Bände, F. Schoell, Paris 1810–1812.

Eigenständig
- The physiognomical system of Drs. Gall and Spurzheim; founded on an anatomical and physiological examination of the nervous system in general, and of the brain in particular; and indicating the dispositions and manifestations of the mind. London 1815 (Digitalisat).
- Examination of the objections made in Britain against the doctrines of Gall and Spurzheim. Edinburgh 1817 (Digitalisat) – Reaktion auf Gordons Kritik in The Edinburgh review.
- Observations on the deranged manifestations of the mind, or, Insanity. Baldwin, Cradock, and Joy, London 1817 (Digitalisat).
  - Marsh, Capen & Lyon, Boston 1833 (Digitalisat) – herausgegeben von Amariah Brigham (1798–1849).
  - Observations sur la folie, ou Sur les dérangements des fonctions morales et intellectuelles de l’homme. Treuttel et Würtz, Paris 1818 (Digitalisat).
  - Beobachtungen über den Wahnsinn und die damit verwandten Gemüthskrankheiten. Perthes und Besser, Hamburg 1818 (Digitalisat) – bearbeitet durch Elieser Salomo von Embden (1772–1838).
- Observations sur la folie ou Sur les dérangements des fonctions morales et intellectuelles de l’homme. Paris 1818 (Digitalisat).
- Essai philosophique sur la nature morale et intellectuelle de l’homme. Paris 1820 (Digitalisat).
  - Philosophischer Versuch über die moralische und intellectuelle Natur des Menschen. Stahel, Würzburg 1822 (Digitalisat) – übersetzt von Johann Jacob Hergenröther (1792–1855).
- Du cerveau sous le rapport anatomique. Paris 1821 – Doktorarbeit.
- A view of the elementary principles of education, founded on the study of the nature of man. Constable & Co., Edinburgh 1821 (Digitalisat).
  - 2., verbesserte und erweiterte Auflage, Treuttel, Würtz, and Richter, London 1828 (Digitalisat).
  - Essai sur les principes élémentaires de l’éducation. Treuttel et Würtz, Paris 1822 (Digitalisat).
- Phrenology, in connexion with the study of physiognomy. Treuttel, Wurtz, and Richter, London 1826 (Digitalisat).
- Outlines of Phrenology; being also a manual of reference for the marked busts. London 1827 (Digitalisat).
  - Neue Auflage, Treuttel, Würtz, and Richter, London 1829 (Digitalisat).
  - Boston 1832 (Digitalisat).
  - 3. Auflage, Boston 1834 (Digitalisat).
- Manuel de phrénologie. Paris 1832 (Digitalisat).

postum
- Phrenology, or The doctrine of the mental phenomena. 2 Bände, Boston 1833 (Band 1, Band 2).
- Phrenology in connection with the study of physiognomy. Boston 1833 (Digitalisat).